# Deutsche Kolonialgesellschaft

Das Logo der DKG

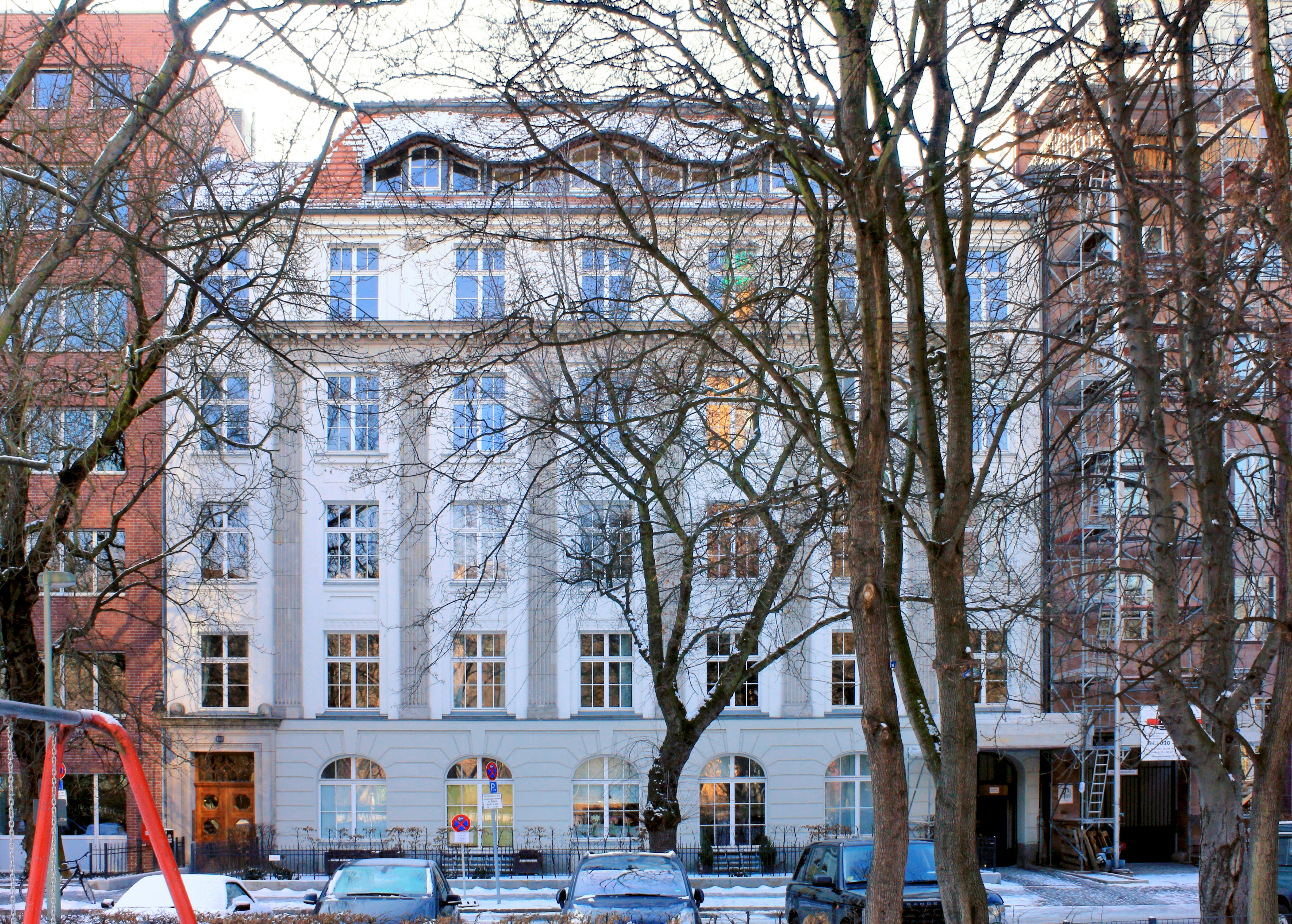
Berliner Afrikahaus, Am Karlsbad 10, ehemals Sitz der DKG (2012)

Die Deutsche Kolonialgesellschaft (DKG) wurde am 19. Dezember 1887 durch die Verschmelzung des Deutschen Kolonialvereins und der Gesellschaft für Deutsche Kolonisation mit Sitz in Berlin gebildet. Die zivilgesellschaftliche Gruppierung hatte sich u. a. das Ziel gesetzt, „im Dienste des Vaterlandes die Erkenntnisse von der Notwendigkeit deutscher Kolonien zum Gemeingut des deutschen Volkes zu machen“. Die Tätigkeit galt sowohl der Kolonialpropaganda als auch der praktischen Arbeit in den Kolonien. Die bis 1913/1914 auf 43.000 Personen angestiegenen Mitglieder kamen „vornehmlich aus dem gehobenen Mittelstand, aber auch eine große Zahl v. a. rheinisch-westfälischer Schwerindustrieller, Großbankiers, andere Vertreter der Großindustrie, des Hochadels, Adels wie auch des Beamtentums gehörten der Gesellschaft“ an.

## Geschichte

Teilnehmer der Hauptversammlung der Deutschen Kolonialgesellschaft in Worms bei einem Ausflug nach Neustadt/Haardt im Jahr 1907 (Bildmitte im hellen Anzug Herzog Johann Albrecht zu Mecklenburg, Präsident der Gesellschaft; rechts daneben der Wirkliche Geheime Rat Dr. Neumayer)

Die Gesellschaft war im Kaiserreich eine einflussreiche Organisation. An ihrer Spitze standen bekannte Persönlichkeiten, darunter als erster Präsident und späterer Ehrenpräsident Hermann Fürst zu Hohenlohe-Langenburg, der Statthalter von Elsass-Lothringen, ab 1895 Herzog Johann Albrecht zu Mecklenburg, ab 1920 Theodor Seitz und ab 1930 Heinrich Schnee. Als Vizepräsidenten wirkten neben Carl Peters (1887–1889) u. a. mehrere Reichstagsabgeordnete, später auch Konrad Adenauer.
Die Mitgliederzahl betrug im Gründungsjahr 15.000 und stieg bis 1914 auf 43.000. Zu den führenden Mitgliedern gehörten Henry Axel Bueck, Geschäftsführer des Zentralverbandes Deutscher Industrieller und der rheinische Großbankier August Karl Freiherr von der Heydt.
Die Ziele der Gesellschaft waren gemäß der Satzung das Eintreten für eine expansive Kolonialpolitik, die Absicherung der bestehenden deutschen Kolonien sowie die Stärkung ihrer wirtschaftlichen Nutzung und wissenschaftlichen Erforschung. Ausdrückliches Ziel war auch die Gewinnung aller „Parteien im Deutschen Reiche für die deutsch-koloniale Sache“.
Sitz der DKG war seit April 1911 das auf Initiative des langjährigen Vizepräsidenten Franz Strauch von dem Architekten Franz Hildebrandt in Berlin-Mitte errichtete Afrikahaus.
Bis 1914 finanzierte die Gesellschaft auch einzelne wirtschaftliche Vorhaben in den deutschen Kolonien. Zusammen mit dem Deutschen Flottenverein und dem Reichsmarineamt förderte die Gesellschaft die Flottenrüstung der Kaiserlichen Marine unter Kaiser Wilhelm II.
In den am 16. Juni 1916 formulierten Leitsätzen über die künftige deutsche Kolonialpolitik forderte die Gesellschaft neben einem großen mittelafrikanischen Kolonialreich („Deutsch-Mittelafrika“) auch Annexionen in Ostasien. Nach 1918 propagierte sie die Wiedererrichtung eines deutschen Kolonialreiches in Afrika und Asien. Mit diesen Forderungen befand sich die Gesellschaft in Übereinstimmung mit der deutschen Kolonialpolitik zwischen den Weltkriegen und Teilen der NSDAP, mit der sie Ende der 1920er Jahre eng zusammenarbeitete. Auch in den Jahresberichten lässt sich eine immer stärkere Hinwendung zum völkischen Nationalismus und Rassismus erkennen. Nach der „Machtergreifung“ 1933 ging die Gesellschaft in den Reichskolonialbund auf. Der Reichsleiter Martin Bormann verfügte 1943 die Auflösung des Reichskolonialbundes „wegen kriegsunwichtiger Tätigkeit“.

## Publikationen

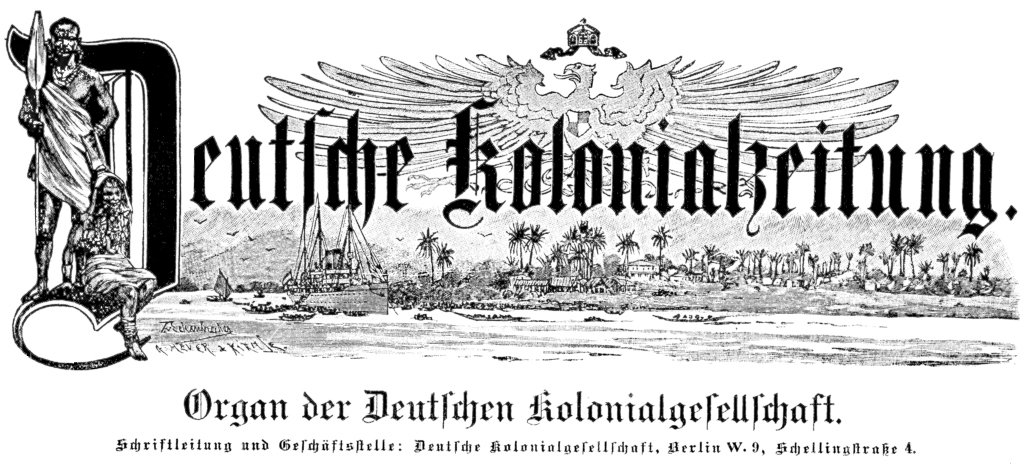
Titelkopf von 1904 der Deutschen Kolonialzeitung

Als Sprachrohr diente bis 1923 die wöchentlich erscheinende Deutsche Kolonialzeitung, die bis 1929 „Der Kolonialdeutsche“ hieß und später in „Deutsche Kolonialzeitung, Übersee- und Kolonialzeitung“ umbenannt wurde und zweiwöchentlich erschien.
Im Auftrag der Gesellschaft gab der spätere Präsident Heinrich Schnee ab 1920 das Deutsche Kolonial-Lexikon heraus.
Neben ihrer Zeitung gab die Gesellschaft eine Vielzahl von Broschüren, Flugschriften, Flugblättern und weiteres Werbeschriftmaterial heraus, unter anderem 1899 einen „Kleinen Deutschen Kolonialatlas“. Sie organisierte ferner Ausstellungen und Vorträge und hatte auch Einfluss auf den Schulunterricht und auf die Universitäten.
Bald nach der Gründung legte die Gesellschaft mit etwa einhundert Diapositiven den Grundstock für eine Bildersammlung, die in der Folge erweitert und aktualisiert wurde. Nicht nur Sammlerleidenschaft motivierte diese Bildsammlung. Die Gesellschaft sah wie viele Missionseinrichtungen in mit Fotografien illustrierten Vorträgen ein wirksames Mittel, ihre Ziele zu demonstrieren.

## Bildarchiv
Im Zweiten Weltkrieg verbrachte man die Bildsammlung in Thüringer Bergwerke, um sie vor Bombardierungen zu schützen. Nach dem Krieg wurde die Sammlung nach Frankfurt am Main verbracht. Bis Mitte der 1990er Jahre lagerten die Bilder in zum Teil schlechtem Zustand als Dauerleihgabe im Frobenius-Institut. Danach wurden sie restauriert und digitalisiert. Das Archiv umfasst etwa fünfzigtausend Bilder, in der Mehrzahl Glasplattennegative, Schwarzweißnegative und Papierabzüge.
Hinzu kommen noch handkolorierte Großbild- und Kleinbild-Dias. Geographisch beziehen sich die Bilder vor allem auf deutsche Kolonien in Afrika, im Pazifik und in China Kiautschou. Die Palette der Themen umfasst verschiedene Bereiche. Sie reicht von wissenschaftlichen Expeditionen, Flora und Fauna, Schulen und Missionen, Kolonialbeamten und einheimischen Häuptlingen bis zur Architektur und dem Transportwesen.

## Zentrales Kolonialehrenmal für Deutschland in Bremen
Auf Bestreben der Bremer Abteilung der Deutschen Kolonialgesellschaft wurde in Bremen 1931 ein Kolonialehrenmal in Form eines steinernen Elefanten errichtet, das jedoch aufgrund von lokalen Widerständen erst im Juli 1932 eingeweiht werden konnte. Es galt der deutschen Kolonialbewegung von da an als zentrales deutsches Kolonialdenkmal. Die Reden der großen Einweihungsfeierlichkeit hielten unter anderem der stellvertretende Präsident der Deutschen Kolonialgesellschaft Friedrich von Lindequist und der als Kriegsheld von Ostafrika verehrte General Paul von Lettow-Vorbeck.

## Präsidenten
- 1887–1894: Hermann Fürst zu Hohenlohe-Langenburg
- 1895–1920: Johann Albrecht Herzog zu Mecklenburg-Schwerin
- 1920–1930: Theodor Seitz
- 1931–1933: Heinrich Schnee

## Geschäftsführende Vizepräsidenten
- 1897–1900: Adolf Sachse
- 1900–1902: Victor Valois
- 1902:–9999 Albert von Pommer Esche
- 1902–1912: Theodor von Holleben
- 1913–1917: Georg Freiherr von Gayl
- 1917–1920: Franz Strauch
- 1931–1933: Konrad Adenauer

## Mitglieder (Auswahl der Kölner Abteilung)
- Albert Ahn, Kaufmann
- Max von Balan, Regierungspräsident
- Franz Carl Berlage, Dompropst
- Eduard Sigismund Böcking, Fabrikant
- Max I. Bodenheimer, Rechtsanwalt
- Philipp Brugger
- Julius Caesar, Kaufmann
- Franz Clouth, Fabrikant
- Duhr & Co., Weinhandlung
- Christian Eckert, Dozent der Handelshochschule
- Arnold von Guilleaume, Unternehmer
- Handelskammer
- Handelshochschule
- Richard Hindorf, Agrarwissenschaftler
- Oskar Jäger, Gymnasialdirektor
- Eugen Langen, Erfinder und Unternehmer
- Hans Langen, Fabrikant
- Otto Leverkus, Fabrikant
- Otto Leverkus junior, Fabrikant
- Gustav Michels, Geh. Kommerzienrat
- Paul Moldenhauer, Versicherungswissenschaftler
- August Reichensperger, Landgerichtsdirektor
- Walter von Saint Paul-Illaire, Baron
- Viktor C. Eduard Schnitzler, Landtagsabgeordneter
- August Senz, Regierungsbaumeister
- Otto von Steinmeister, Regierungspräsident
- Otto Wilhelm Thomé, Botaniker
- Kurt Wiedenfeld, Nationalökonom

## Frauenbund der Deutschen Kolonialgesellschaft
Der 1907 gegründete Frauenbund der Deutschen Kolonialgesellschaft (FDKG) wurde 1908 an die Deutsche Kolonialgesellschaft angeschlossen. Ab 1911 war er Mitglied im Bund Deutscher Frauenvereine, der deutschen Dachorganisation der bürgerlichen Frauenbewegung.  Satzungsgemäß bestand seine Aufgabe darin, in den deutschen Kolonien „deutschen Familiengeist und deutsche Art zu pflegen“. Der Präsident der Kolonialgesellschaft übertrug dem FDKG die Prüfung auf Unterstützung weiblicher Hilfskräfte bei der Übersiedlung nach Deutsch-Südwestafrika. Ein wesentliches Motiv war die Erhöhung des Anteils deutscher Frauen in den Kolonien zur Vermeidung von Mischehen und Mischlingskindern von deutschen Kolonialisten und afrikanischen Frauen (siehe auch: Mischehendebatte).
„Wegen der zahlreichen Burenbevölkerung ist die Mischlingsgefahr dort groß und nur zu überwinden, wenn deutsche Familien begründet werden. [...] Die Erziehung weißer Kinder durch schwarze Dienstboten bedeutet immer eine große Gefahr für erstere.“
Ledige Frauen, die als geeignet befunden wurden, bekamen aus Mitteln der Kolonialgesellschaft die Schiffspassage erstattet oder ermäßigt. In Keetmanshoop wurde ein Heimathaus eröffnet, in dem die Frauen die erste Zeit nach ihrer Ankunft verbrachten und auf ein Leben als Siedlersfrau vorbereitet wurden. Zudem wurde die Bekanntschaft mit alleinlebenden Farmern arrangiert. Daher lag der Standort bewusst in einem Gebiet mit wenigen deutschen Frauen. In Lüderitzbucht unterhielt der FDKG zudem ein Jugendheim. 1914 hatte der FDKG in ganz Deutschland über 18.600 Mitglieder und 122 Frauen in das Heimathaus vermittelt. Die erste Vorsitzende des FDKG war Adda von Liliencron, gefolgt von Freifrau von Richthofen und Hedwig Heyl. In der Zwischenkriegszeit hatte Hedwig von Bredow den Vorsitz inne, die weiterhin den Kontakt zu deutschen Siedlerinnen suchte. Im Jahr 1936 wurde der FDKG in den Reichskolonialbund eingegliedert. Der Sitz des FDKG war seit 1913 das Berliner Afrikahaus in der Straße Am Karlsbad nahe dem Potsdamer Platz, in dem auch die Deutsche Kolonialgesellschaft ihren Sitz hatte.

## Archiv
- Die archivische Überlieferung der Deutschen Kolonialgesellschaft befindet sich im Bundesarchiv in Berlin (Bestand R 8023).